# Tarannon
Tarannon (654 - 913 T. E.) es un personaje ficticio que forma parte del legendarium creado por el escritor británico J. R. R. Tolkien y cuya breve historia es narrada en los apéndices de la novela El Señor de los Anillos. Es un dúnadan, hijo de Siriondil y duodécimo soberano de Gondor. Su nombre es quenya y puede traducirse como «gran regalo».

## Historia
Nació en el año 654 de la Tercera Edad del Sol y sucedió a su padre en el trono de Gondor tras su muerte en 830 T. E. Fue el primero de los conocidos como «Reyes de los barcos», título otorgado porque durante sus reinados construyeron numerosos barcos que les permitieron extender el dominio de Gondor a lo largo de las costas situadas al oeste y al sur de las bocas del río Anduin. Como conmemoración por las victorias que obtuvo, Tarannon tomó además durante su coronación el nombre Falastur, que significa «señor de las costas» en quenya.
Fue el primer rey de Gondor que no tuvo hijos, por lo que a su muerte en 913 T. E. le sucedió en el trono su sobrino Eärnil, hijo de su hermano Tarciryan.

## Evolución
En algún momento, J. R. R. Tolkien escribió un esbozo muy sobre un personaje que se nombra en El Señor de los Anillos, la reina Berúthiel. 

«Estoy seguro de que en una noche cerrada encontraría el camino de vuelta a casa más fácilmente que los gatos de la Reina Berúthiel.»
Aragorn en «Un viaje en la oscuridad», en El Señor de los Anillos de J. R. R. Tolkien.

En él se narra como este huraño personaje, esposa de Tarannon, vivía con él en Osgiliath y tenía nueve gatos negros y uno blanco que le servían de esclavos. Se dice además que su nombre fue borrado del Libro de los Reyes y que Tarannon la hizo embarcar y viajar con sus gatos a la deriva por el mar, siendo visto el barco por última vez frente al puerto de Umbar.